# New Gen Airways

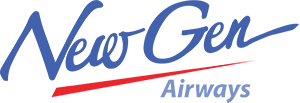
Logo de la compagnie.

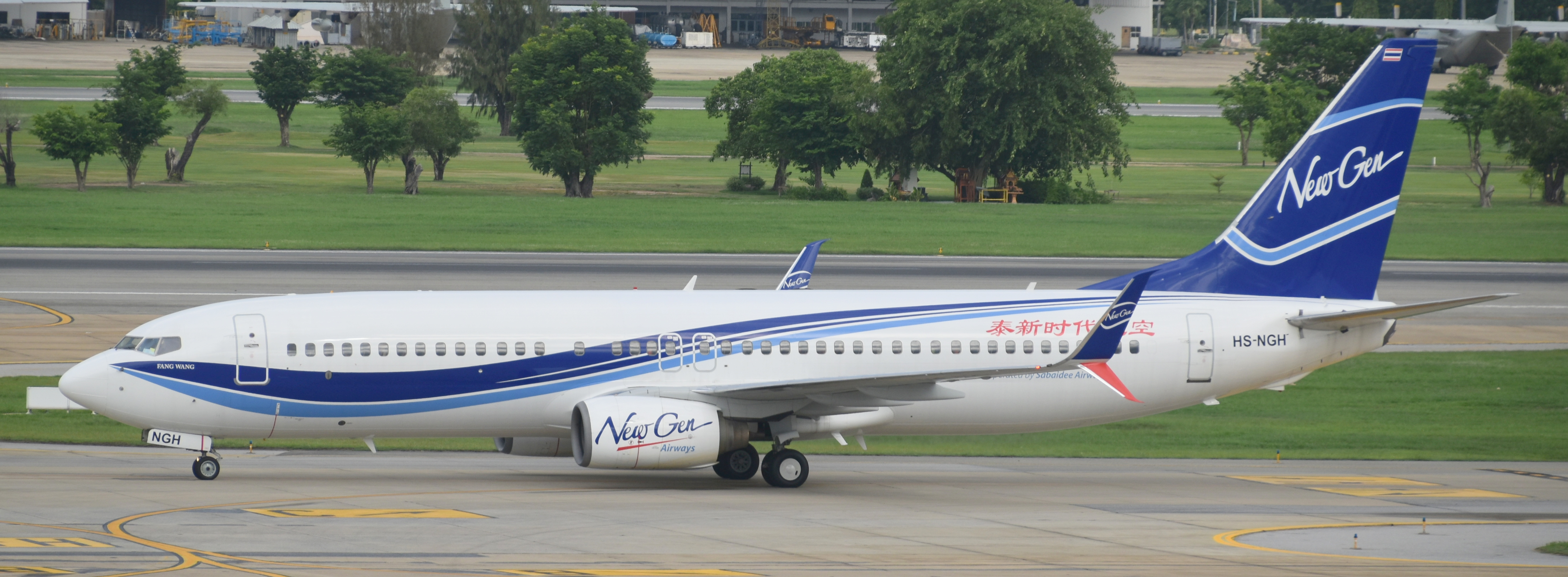
Boeing 737 de New Gen Airways en 2016.

New Gen Airways (NewGen Airways Company Limited , en Thai : บริษัท นิวเจน แอร์เวย์ส จำกัด) était une compagnie aérienne thaïlandaise, qui assurait des vols vers la Thaïlande et la Chine.

## Description
Elle desservait notamment l'Aéroport de Krabi en Thaïlande, et une trentaine de destinations en Chine. Elle disposait d'une flotte de 11 Boeing 737.

## Cessassion d'activité
En août 2019 New Gen Airways a suspendu ses vols, et en octobre la compagnie a cessé ses activités.